# John Petersen (musicien)
Pour les articles homonymes, voir Petersen.
John Louis Petersen, né le 8 janvier 1942 à Rudyard (Michigan) et mort le 11 novembre 2007 à Sierra Madre, est un batteur américain, notamment connu pour avoir été le batteur des groupe The Beau Brummels et Harpers Bizarre (en).

## Biographie
John Petersen est le fils de Louis Sylvester Petersen et de Mila Marie Williams. Il déménage à San Francisco à l'âge de cinq ans. Enfant, il fréquente l'école élémentaire Longfellow de Long Beach.
En 1964, il rejoint les Beau Brummels, dont les deux premiers singles, Laugh, Laugh (en) et Just a Little, ont atteint le top 20 américain. Il apparaît avec le groupe dans le film de science-fiction /comédie de 1965 Village of the Giants, qui est présenté dans un épisode de 1994 de Mystery Science Theater 3000. Petersen apparaît également avec le groupe sous le nom de The Beau Brummelstones dans la sitcom animée télévisée Les Pierrafeu dans l'épisode de la saison 6 Shinrock A Go-Go, diffusé initialement le 3 décembre 1965. 
Petersen quitte le groupe après leur troisième album, Beau Brummels '66, pour rejoindre Harpers Bizarre. Anciennement connu sous le nom de Tikis, Harpers Bizarre connait un succès au top 20 avec une reprise de The 59th Street Bridge Song (Feelin' Groovy) (en) de Simon & Garfunkel en 1967. Le groupe se sépare en 1970, mais Petersen revient pour un album de retrouvailles en 1976. Il retrouve également occasionnellement les Beau Brummels. En 1975, il joue et enregistre sur l'album éponyme du groupe. 
Les tournées exacerbent les tensions au sein des Beau Brummels et conduisent rapidement au départ de Declan Mulligan (en). Peu après, le guitariste Ron Elliott, victime de crises d'épilepsie liées à son diabète, ne peut plus se produire sur scène. Le père d'Elliott, manager des Beau Brummels, est alors recommandé pour recruter Don Irving (en) comme remplaçant temporaire sur les routes. Don Irving devient membre permanent début 1966 et participe au troisième album du groupe, le premier sur Warner Bros. Records, Beau Brummels '66. Il participe également au single One Too Many Mornings, une reprise de Bob Dylan. John Petersen se souvient : « Don Irving était vraiment cool. Il jouait parfaitement tous les morceaux de Ron Elliott. À l'époque, on avait trois albums et on était toujours un groupe populaire, mais l'ambiance au sein du groupe n'était pas au beau fixe. C'était vraiment tendu. J'allais à Laurel Canyon et les gens ne se parlaient plus. Quand on a été vendus à Warner Brothers, on n'était plus le même groupe. » Après la sortie de cet album, John Petersen quitte le groupe pour rejoindre Harpers Bizarre.

### Vie privée
Petersen épouse Roberta Templeman, sœur de Ted Templeman de Harpers Bizarre, en 1969. Roberta Templeman devient vice-présidente de Warner Bros. Records dans les années 1980. 
John Petersen est mort d'une crise cardiaque le 11 novembre 2007, à l'âge de 62 ans. Roberta est décédée à l'âge de 74 ans le 15 août 2019, après avoir lutté contre la démence. 